# Liste der Träger des Bayerischen Verdienstordens/L

## L
1. Pierre Lafitte, Mitglied des französischen Senats für das Departement Alpes-Maritimes (verliehen am 17. Juli 2003)
2. Wilhelm Laforet (1877–1959), Staatsrechtler und Politiker (verliehen am 3. Juli 1959)
3. Philipp Lahm (* 1983), ehemaliger Fußballspieler (verliehen am 8. Juli 2021)
4. Uwe Lambinus (1941–2019), Bundestagsabgeordneter (verliehen am 4. Juli 1991)
5. Simon Konrad Landersdorfer (1880–1971), Bischof von Passau (verliehen am 3. Juli 1959)
6. Manfred Ländner (* 1958), Politiker (CSU), Verwaltungswirt, Gemeinderat von Kürnach und bayerischer Landtagsabgeordneter (verliehen am 8. Juli 2021)
7. Gottfried Landwehr (1929–2013), Professor für Physik an der Universität Würzburg (verliehen am 15. Juli 1998)
8. Ernest Lang, Journalist und Historiker (verliehen am 14. Oktober 2015)
9. Herbert Lang (* 1936), Wemdinger Pfarrer und Historiker (verliehen 2007)
10. Hugo Lang, OSB (1892–1967), Abt von St. Bonifaz in München (verliehen am 3. Juli 1959)
11. Raimund Lang, Ingenieur, Bürgermeister (verliehen am 15. Dezember 1959)
12. Max Lange (1899–1975), Orthopäde und Hochschullehrer (verliehen am 15. Dezember 1959)
13. Johann Langenegger (* 1958), Generalleutnant des Heeres der Bundeswehr (verliehen am 12. Juli 2017)
14. Friedrich Langenfaß (1880–1965), Dekan und Kirchenrat (verliehen am 15. Dezember 1959)
15. Gottfried Langenstein (* 1954), Direktor der Europäischen Satellitenprogramme des ZDF und Präsident von arte (verliehen am 29. Juli 2010)
16. Bernhard Langer (* 1957), Golfspieler (verliehen am 10. Oktober 2012)
17. Helmut Läpple (1916–2005), Unternehmer
18. Ignatia Lautenbacher, Generaloberin der Armen Franziskanerinnen zu Mallersdorf (verliehen am 4. Juli 1991)
19. Josef Lautenbacher, Singschuldirektor (verliehen am 15. Dezember 1959)
20. Wolfgang Lazik, ehemaliger Amtschef des Bayerischen Staatsministeriums der Finanzen (verliehen am 27. Juni 2018)
21. Peter-Dietmar Leber (* 1959), Bundesvorstand der Landsmannschaft der Banater Schwaben (verliehen am 5. Juli 2023)
22. Hans Lechner (1913–1994), Landeshauptmann von Salzburg (verliehen am 9. Juni 1969)
23. Gerd Lederer, (verliehen am 5. Juli 2023)
24. Josef Lederer (1922–2010), Eichstätter Domdekan
25. Gertrud von Le Fort (1876–1971), Schriftstellerin (verliehen am 3. Juli 1959)
26. Hermann Leeb (* 1938), Politiker (verliehen 1981)
27. Paul Lehmann (1884–1964), Altphilologe (verliehen am 20. November 1959)
28. Julia Lehner, Professorin und Politikerin (verliehen am 27. Juni 2018)
29. Gerhard Lehnert (1930–2010), Mediziner (verliehen 1997)
30. Pascalina Lehnert (1894–1983) (verliehen 1980)
31. Gunthar Lehner (1918–2014), Journalist und Hörfunkdirektor (verliehen 1975)
32. Franz Lehrndorfer (1928–2013), Musiker (verliehen 1979)
33. Willibald Leierseder (1930–2015), Beauftragter der Bayerischen Bischofskonferenz beim Bayerischen Rundfunk (verliehen am 20. Juni 2001)
34. Wilhelm Leichtle (* 1940), Landtagsabgeordneter (verliehen am 17. Juli 2003)
35. Christine Leikeim, Geschäftsführende Gesellschafterin des Brauhauses Altenkunstadt Andreas Leikeim GmbH & Co. KG (verliehen am 10. Oktober 2012)
36. Hermann Leitenstorfer (1886–1972), Architekt, Baubeamter (verliehen am 15. Dezember 1959)
37. Erich Lejeune (* 1944), Geschäftsführer der Lejeune Academy GmbH, Honorargeneralkonsul der Republik Irland (verliehen am 10. Oktober 2012)
38. Irène Lejeune, Stifterin, „Vorstand Herz für Herz – Stiftung für Leben!“ (verliehen am 12. Juli 2017)
39. Karl Heinz Lemmrich (1926–2018), Ingenieur und Bundestagsabgeordneter
40. Sigrid Leneis, stv. Vorsitzende der Sudetendeutschen Landsmannschaft Landesgruppe Bayern (verliehen am 29. Juli 2010)
41. Werner Lenk, Vorsitzender des Vorstands der Lohnsteuerhilfe Bayern e. V. und des Bundesverbandes der Lohnsteuerhilfevereine e. V. (verliehen 2011)
42. Albin Lennkh, Außerordentlicher und bevollmächtigter Botschafter der Republik Österreich in Rio de Janeiro (verliehen am 19. November 1960)
43. Friedrich Lent (1882–1960), Jurist und Politiker (verliehen am 15. Dezember 1959)
44. Kurt Wilhelm Lentrodt (1898–1979), Arzt und Zahnarzt (verliehen 1965)
45. Ursula Lentroth, Vorsitzende der Vereinigung deutscher Harfenistinnen (verliehen am 4. Juli 1991)
46. Dorothea Leonhardt (verliehen am 8. Juli 2021)
47. Rudolf Freiherr von Lerchenfeld, Forstwirt (verliehen am 3. Juli 1959)
48. Harald Lesch (* 1960), Physiker (verliehen am 22. Juli 2019)
49. Franz Leupoldt, (verliehen am 22. Juli 2019)
50. Claus Leusser (1909–1966), Ministerialdirektor, Bevollmächtigter Bayerns beim Bund (verliehen am 3. Juli 1959)
51. Annemarie Leutzsch, Mundartdichterin, Gründerin des Heimatmuseums „Hummelstube“ (verliehen am 17. Dezember 2014)
52. Hans Ritter von Lex (1893–1970), Staatssekretär (verliehen am 3. Juli 1959)
53. Christoph Lickleder, Studiendirektor a. D., künstlerischer Leiter der Musikvereinigung Kelheim (verliehen am 14. Oktober 2015)
54. Erich Lidel (1925–5. Juni 2014), Prälat, ehem. Landesvorsitzender d. bayer. Krippenverbandes u. ehem. Diözesanaltenseelsorger im Bistum Augsburg (verliehen am 5. Juli 2006)
55. Gerhard Liener (1932–1995), Mitglied des Vorstands der Daimler-Benz AG (verliehen am 4. Juli 1991)
56. Benedikt Lika (* 1982), Inklusionsaktivist (verliehen am 5. Juli 2023)
57. Paul W. Limbach (1933–2012), Journalist (verliehen am 29. Juli 2010)
58. Dominikus Lindner  (verliehen am 15. Dezember 1959)
59. Hans Lindner (* 1941), Unternehmer (verliehen am 20. Juni 2001)
60. Paula Helene Linhart (1906–2012), Geschäftsführerin der Landesstelle Jugendschutz (verliehen am 4. Juli 1991)
61. Caroline Link (* 1964), Regisseurin (verliehen am 12. Juli 2004)
62. Helmut Linnenbrink (* 1944), Ehrenpräsident des Handelsverbandes BAG Bayern e. V., Ehrenvorsitzender der Diözesangruppe Bund Katholischer Unternehmer in der Erzdiözese München und Freising (verliehen am 9. Juli 2009)
63. Ludwig Linsert (1907–1981), Politiker, Gewerkschafter und Mitglied des Bayerischen Senats (verliehen am 15. Dezember 1959)
64. Hans-Peter Linss (1928–2007), ehem. Vorstandsvorsitzender der Bayerischen Landesbank (verliehen 1987)
65. Franz Lippert (1900–1977), Staatssekretär, Mitglied des Bayerischen Landtags (verliehen am 3. Juli 1959)
66. Christa Lippmann, Förderverein Nachbarschaftlich leben für Frauen im Alter (verliehen am 12. Juli 2017)
67. Ivan Liška (* 1950), Direktor des Bayerischen Staatsballetts (verliehen am 9. Juli 2009)
68. Herbert List († 1998), Regisseur und Betriebsdirektor der Bayerischen Staatsoper (verliehen am 9. Juni 1969)
69. Alfons Lob (1900–1977), Chirurg und Hochschullehrer (verliehen 1968)
70. Thomas Lobensteiner, Vorsitzender der Bergwacht Bayern (verliehen am 14. März 2022)
71. Erich Prinz von Lobkowicz (* 1955), Präsident des Malteserordens (verliehen am 20. Juli 2011)
72. Christel Lochner, ehemalige 1. Vorsitzende der Elterninitiative leukämie- und turmorkranker Kinder Würzburg e. V. (verliehen am 17. Juli 2003)
73. Monica Lochner-Fischer (1952–2012), Landtagsabgeordnete (verliehen am 21. Juli 2008)
74. Wilfried Lochte (1928–2011), Manager, Vorstandsmitglied der MAN AG (verliehen am 4. Juli 1991)
75. Rudolf Lodgman von Auen (1877–1962), Landeshauptmann, sudetendeutscher Politiker (verliehen am 20. Juni 1958)
76. Herbert Loebl (1923–2013), ehem. Unternehmer, Buchautor (verliehen am 20. Juni 2001)
77. Franz Löffler (* 1961), Landrat des Landkreises Cham (verliehen am 27. Juni 2018)
78. Albert Löhner (1948–2021), Landrat des Landkreises Neumarkt i.d.OPf. (verliehen am 3. Juli 2013)
79. Hermann von Loewenich (1931–2008), Evang. Landesbischof (verliehen 1996)
80. Walther von Loewenich (1903–1992), Kirchenhistoriker (verliehen am 3. Juli 1959)
81. Karl zu Löwenstein (1904–1990), Präsident des Zentralkomitees der deutschen Katholiken (verliehen 1955)
82. Michail Logwinow, ehem. Generalkonsul der Russischen Föderation im Freistaat Bayern (verliehen am 20. Juni 2001)
83. Adolf Lohse (1902–1967), Manager bei Siemens (verliehen 1962)
84. Martin Lohse (* 1956), Professor für Pharmakologie und Toxikologie an der Universität Würzburg (verliehen am 5. Juli 2006)
85. Günther von Lojewski (1935–2023), Journalist und Autor (verliehen am 12. Juli 2017)
86. Günther Lommer (* 1946), Sportfunktionär und Kommunalpolitiker (verliehen am 21. Juli 2008)
87. Barbara Loos (* 1944), Oberstudiendirektorin a. D., Ehrenvorsitzende der Bayerischen Direktorenvereinigung (verliehen am 20. Juli 2011)
88. August Loschge (1881–1965), Maschinenbauingenieur und Hochschullehrer (verliehen 1965)
89. Jutta Lowag (1939–2014), stellvertretende Vorsitzende des Vorstands der Eugen-Biser-Stiftung e. V. und Stiftungsratsvorsitzende des Damenstifts am Luitpoldpark in München, Stv. Intendantin und Verwaltungsdirektorin des Bayerischen Rundfunks von 1993 bis 2002 (verliehen am 17. Dezember 2014)
90. Petra Löwenthal, Unternehmerin (verliehen am 27. Juni 2018)
91. Heidi Lück (* 1943), Landtagsabgeordnete aus Durach/Allgäu und BRK-Vorsitzende Oberallgäu (verliehen am 5. Juli 2006)
92. Clemens Lückemann (* 1954), Jurist, ehemaliger Präsident des Oberlandesgerichts Bamberg (verliehen am 8. Juli 2021)
93. Hans-August Lücker (1915–2007), Direktor, Mitglied des Bundestages (verliehen am 3. Juli 1959)
94. Karl-Heinz Ludwig (1921–2017), Jurist, Oberlandesgerichtspräsident
95. Hans Lukas (1935–2017), Politiker,  Landwirt, Mitglied des Landtages (verliehen 1980)[1]
96. Georg Lunz, Präsident des Landesversorgungsamtes (verliehen am 4. Juli 1991)
97. Dietrich Luppa (* 22. Juli 1916, † 19. Juni 2004), Ehrenvorsitzender der Amberger Fördergemeinschaft Dr. Luppa e. V. (verliehen am 20. Juni 2001)
98. Annemarie Lutz, Beisitzerin des Fördervereines krebskranker Kinder Hambach (verliehen am 12. Juli 2017)
99. Josef Lutz (1882–1965), Verwaltungsdirektor und Stadtrat (verliehen am 15. Dezember 1959)
100. Margareta Lutz, Bäckerin und Hausfrau (verliehen am 14. Oktober 2015)
101. Reinhard Lutz, Vorsitzender des Fördervereines krebskranker Kinder Hambach (verliehen am 12. Juli 2017)
102. Werner Lutz, Bäckermeister (verliehen am 14. Oktober 2015)